# Kokou (divinité)

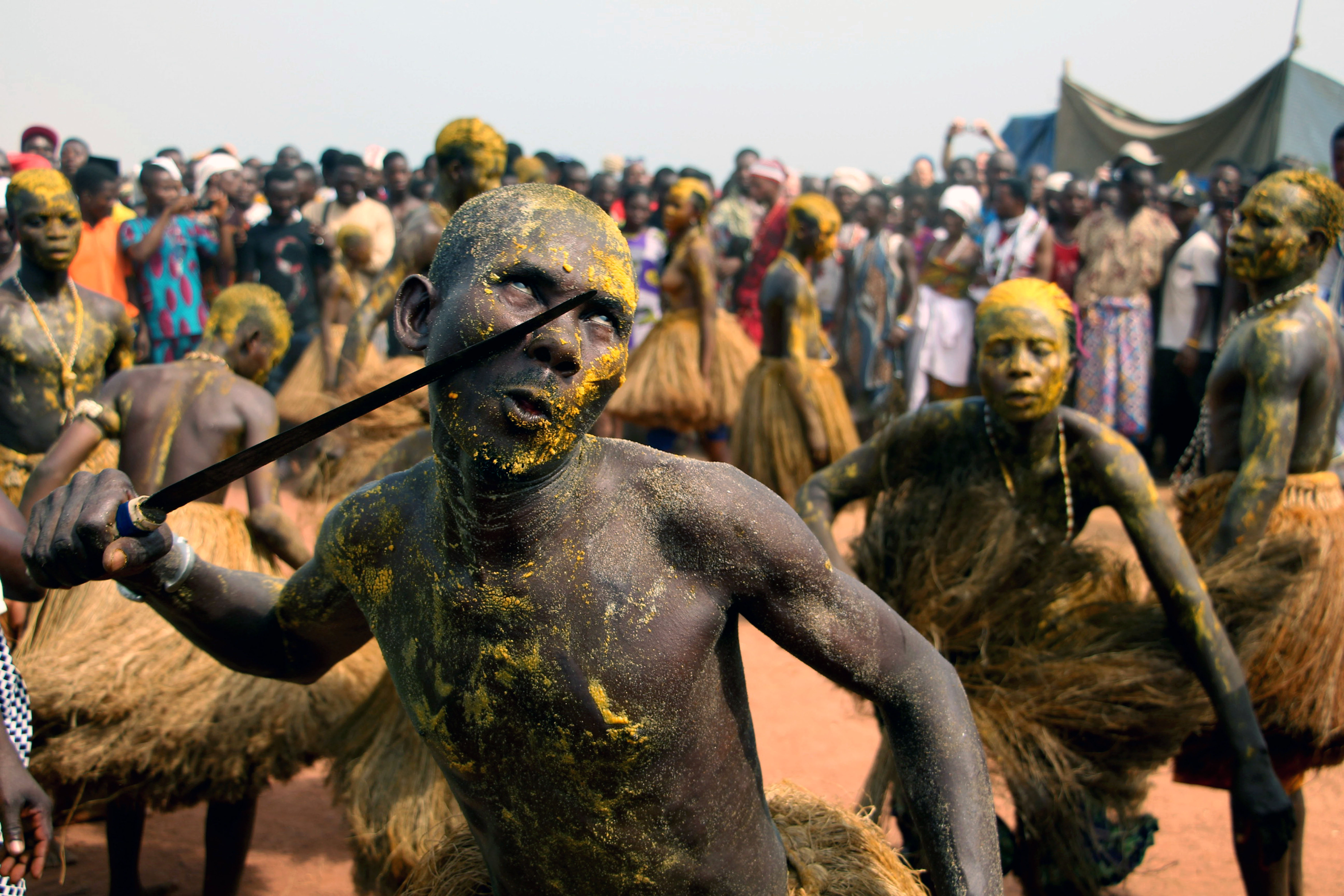
Kokoussi, adeptes de Kokou.

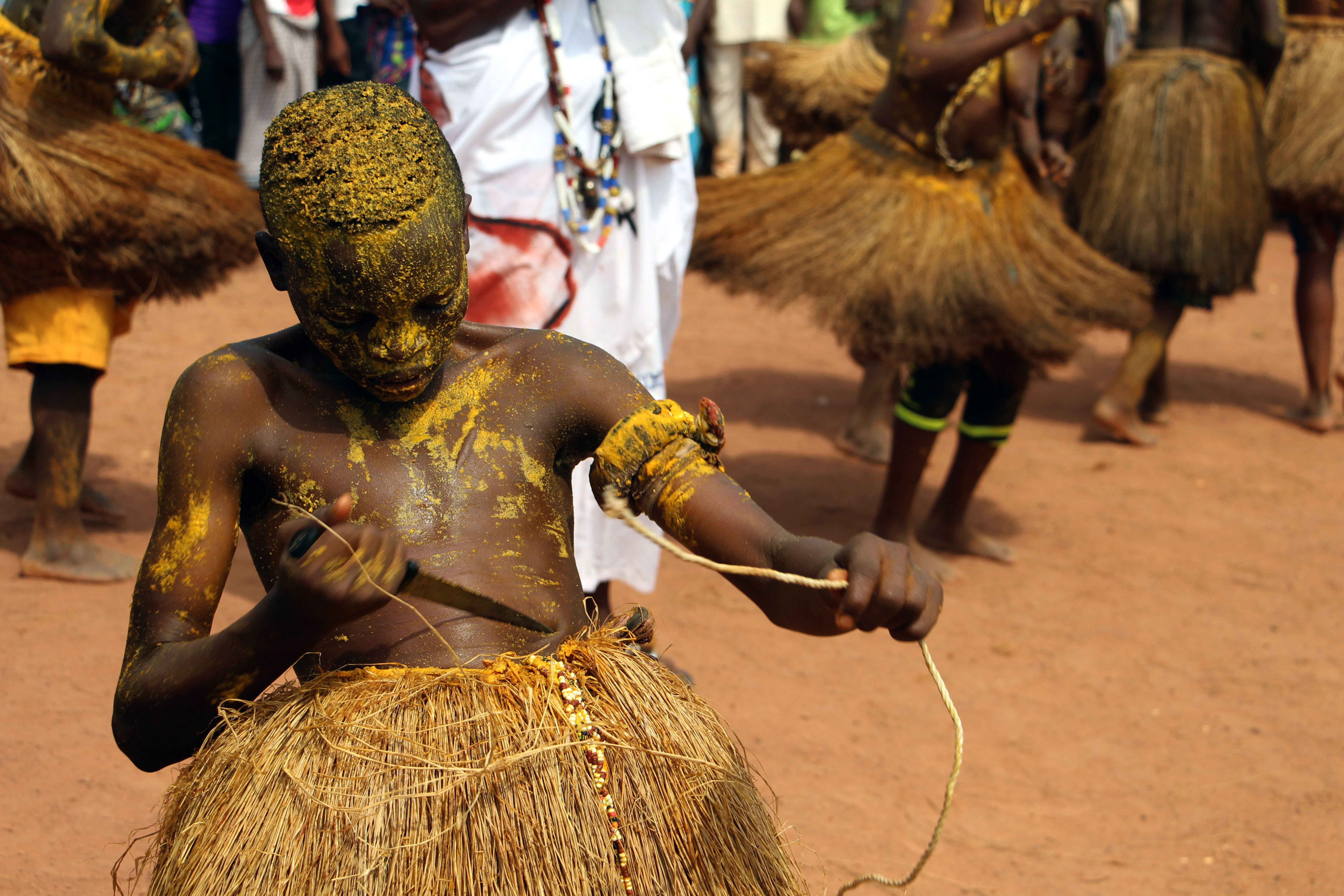
Jeune adepte se lacérant le ventre lors de la fête nationale du vaudou.

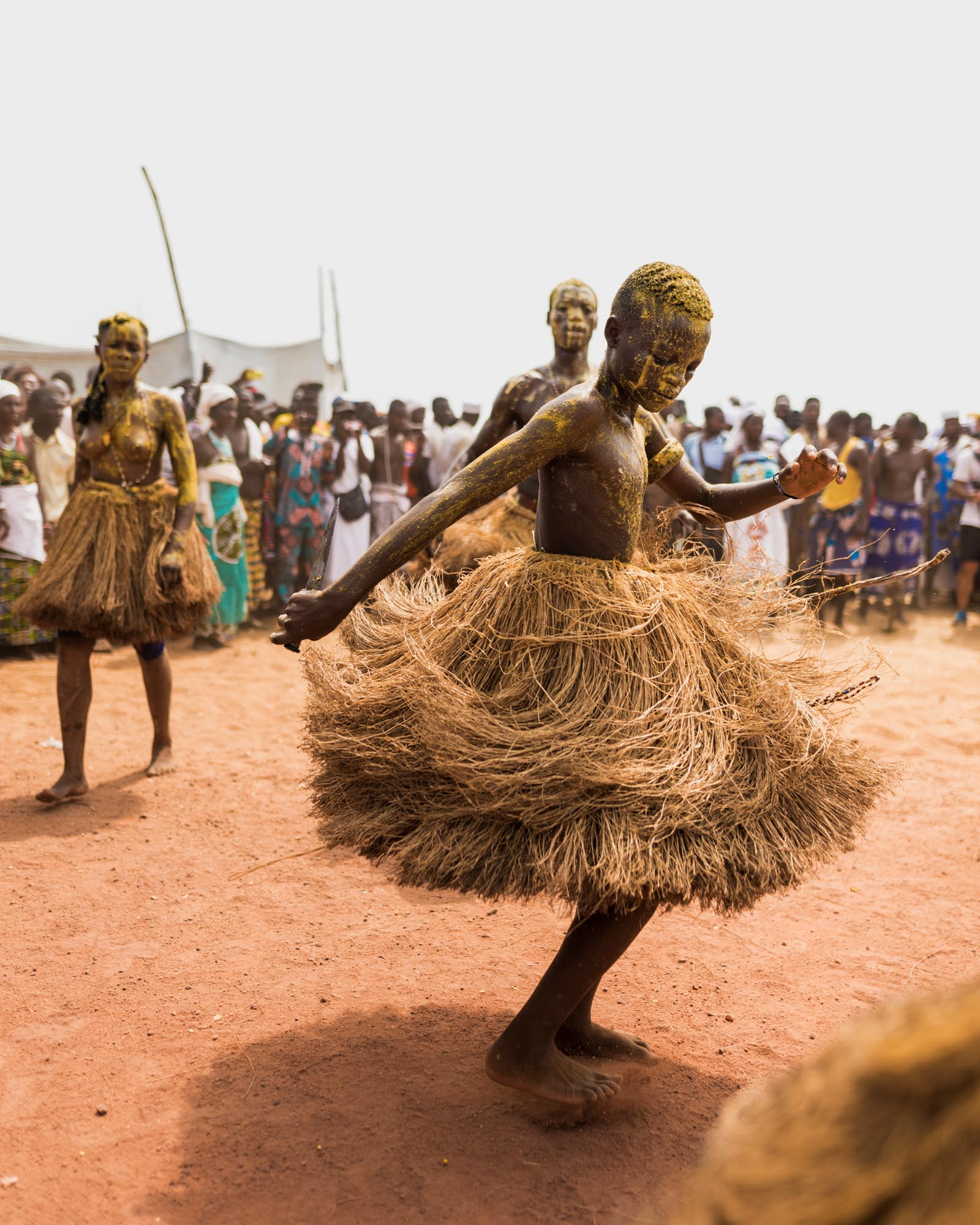
Groupe de danseurs à Grand-Popo.

Kokou (ou Koku, Flimani Koku) est une divinité vénérée et crainte en Afrique de l'Ouest, notamment au Bénin, au Togo, également au Nigeria (orisha).
À l'origine, c'est un dieu guerrier, considéré comme l'un des plus cruels, devenu un dieu protecteur.
Après les offrandes, les adeptes (kokoussi ou kokushi) revêtus d'un pagne en raphia (alatsi), se badigeonnent le visage et le corps d'un mélange de couleur jaune  (hadja), composé d’œufs, de maïs et d’huile de palme. Adultes et enfants entrent en transe. Certains se lacèrent le corps à l'aide d'un couteau, sans souffrance ou saignement apparents.